# ベスト・オブ・マイケル・ジャクソン
『ベスト・オブ・マイケル・ジャクソン』(The Very Best Of Michael Jackson With The Jackson 5)はアメリカ合衆国の歌手、マイケル・ジャクソンのベスト・アルバム。

## 解説
モータウン・レコードから発売された。マイケル・ジャクソンのモータウン在籍時の楽曲とジャクソン5の楽曲が収録されている。
2009年7月29日にはマイケルの急死を受け、世界初CD化音源であるアイル・ビー・ゼアのアコースティック・ヴァージョンを新たに収録したベスト・オブ・マイケル・ジャクソン＋1が発売された。

## 収録曲
1. 帰ってほしいの
2. ABC
3. 小さな経験
4. アイル・ビー・ゼア
5. ママの真珠
6. さよならは言わないで
7. ガット・トゥ・ビー・ゼア
8. ロッキン・ロビン
9. エイント・ノー・サンシャイン
10. 窓辺のデート
11. ベンのテーマ
12. ドクター・マイ・アイズ
13. ハレルヤ・デイ
14. スカイライター
15. ハッピー
16. ウィア・オールモスト・ゼア
17. 想い出の一日
18. ガール・ユアー・ソー・トゥゲザー
19. フェアウェル・マイ・サマー・ラヴ
20. 帰ってほしいの（1988年PWLリミックス）
21. イッツ・ユア・シング（1995年ハウス・リミックス）